# Ophioscion costaricensis
Ophioscion costaricensis är en fiskart som beskrevs av Caldwell, 1958. Ophioscion costaricensis ingår i släktet Ophioscion och familjen havsgösfiskar. Inga underarter finns listade i Catalogue of Life.